# Истпојнт (Мичиген)
Истпојнт (енгл. Eastpointe) град је у америчкој савезној држави Мичиген. По попису становништва из 2010. у њему је живело 32.442 становника.

## Демографија
Према попису становништва из 2010. у граду је живело 32.442 становника, што је 1.635 (4,8%) становника мање него 2000. године.
| Група             | 2000.          | 2010.          |
| Белци             | 31.094 (91,2%) | 20.898 (64,4%) |
| Афроамериканци    | 1.601 (4,7%)   | 9.575 (29,5%)  |
| Азијати           | 296 (0,9%)     | 353 (1,1%)     |
| Хиспаноамериканци | 453 (1,3%)     | 677 (2,1%)     |
| Укупно            | 34.077         | 32.442         |